# Heleomyza borealis
Heleomyza borealis is een vliegensoort uit de familie van de afvalvliegen (Heleomyzidae). De wetenschappelijke naam van de soort is voor het eerst geldig gepubliceerd in 1865 door Carl Henrik Boheman.